# Économie de l'oblast de Mourmansk
L'économie de l'oblast de Mourmansk correspond aux données relatives à l'économie qui a trait au sujet russe de l'oblast de Mourmansk, situé dans le district fédéral du Nord-Ouest, dans la région Arctique à proximité de la Norvège et de la Finlande.

## Répartition des secteurs dans le PRB, exports, imports

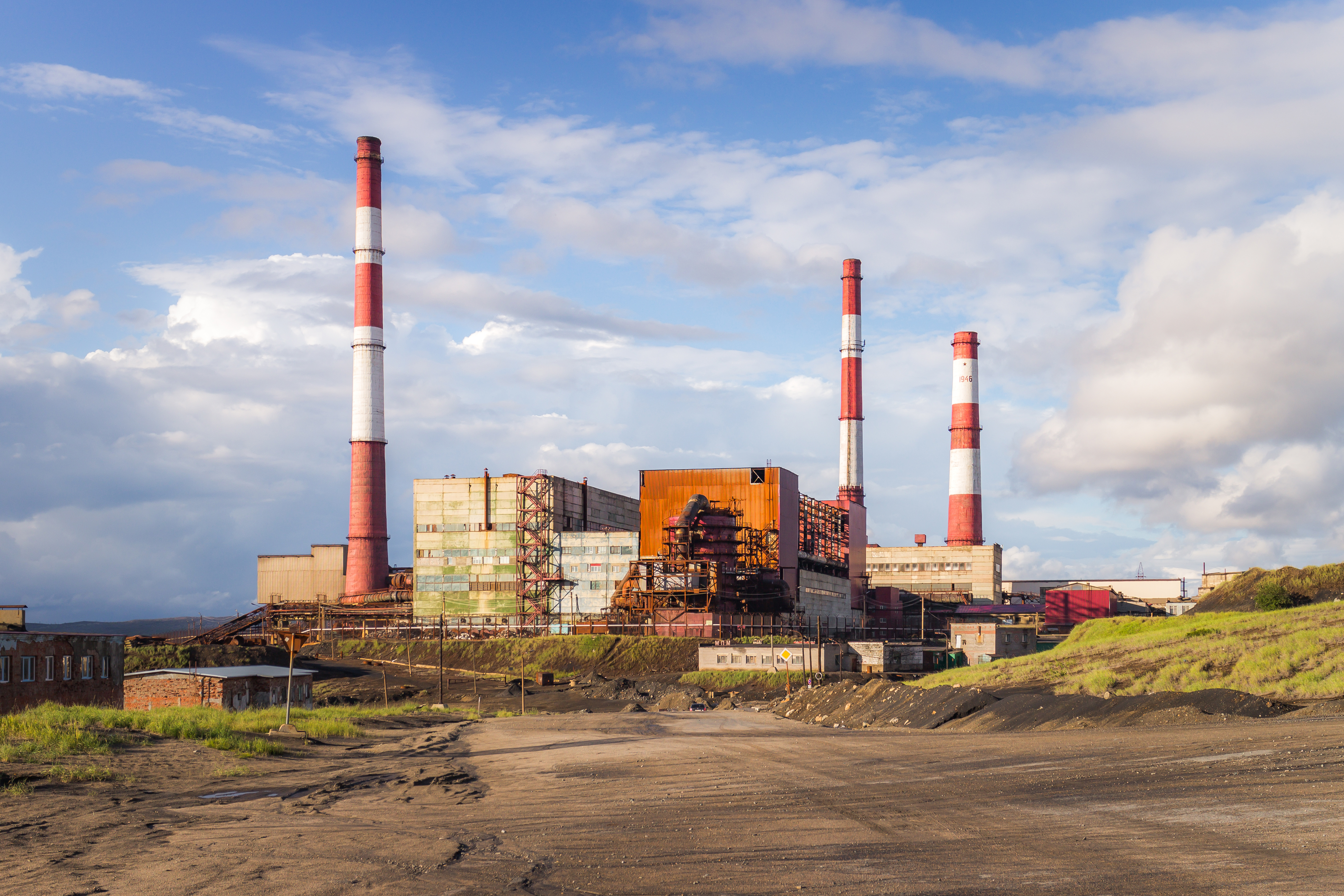
Usine métallurgique de Petchenganikel

Les industries importantes incluent la transformation des produits miniers, la production d'électricité, l'agroalimentaire. Le transport se tourne principalement vers la mer, mais aussi vers le ferroviaire. L'armée génère une partie non négligeable de l'économie grâce à ses bases militaires et chantiers navals à Severomorsk. La région veut accentuer le secteur minier (et métallurgique) tout en transitionnant vers les technologies de pointes afin de réduire l'impact sur l'environnement. L'autre priorité de la région est l'extraction de ressources offshore en Arctique.
Les exportations de l'oblast s'élèvent à hauteur de 13,7 milliards de dollars entre 2016 et 2019. Les principaux produits exportés sur cette période sont les produits métallurgiques (65 %) et les produits d'origine animale (18%). Les exportations entre 2016 et 2019 se répartissent ainsi :

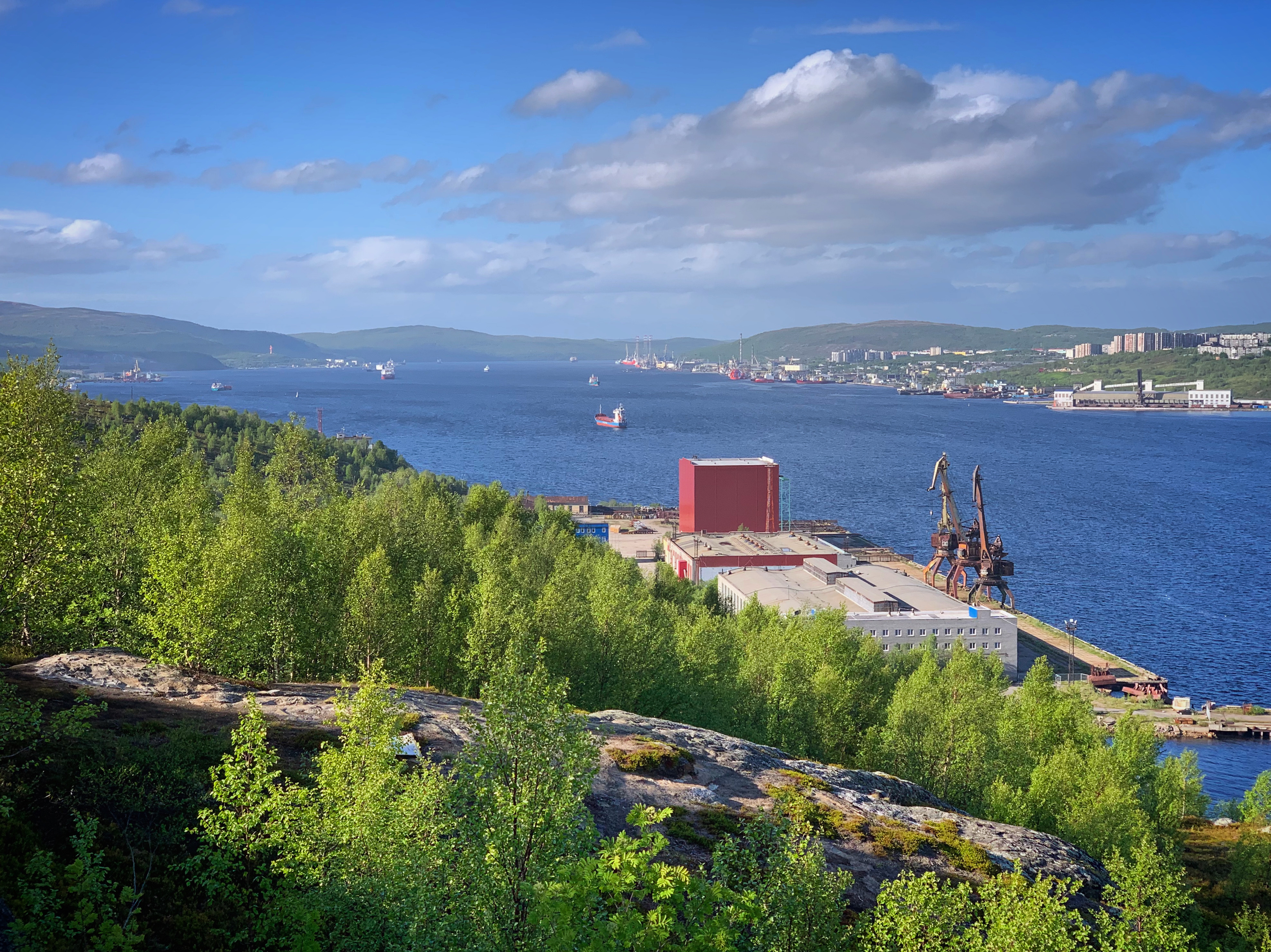
Le fjord de Mourmansk, où se trouve la ville et son port.

- métaux et produits métallurgiques : 64,6 % ;
- produits d'origine animale : 17,6 % ;
- produits miniers : 15,2 % ;
- produits chimiques : 1 % ;
- bijoux : 0,7 % ;
- autres : 0,9 %.

Les principaux clients internationaux étaient sur cette période la Suisse (32,2 %), les Pays-Bas (25,5 %), la Finlande (19,5 %). Viennent ensuite la Chine 3,8 %, la Lituanie (3,4 %), la Norvège et la Belgique, les deux derniers à 3,1 %. La valeur des biens exportés vers la Suisse était de 4,41 milliards de dollars, pour les Pays-Bas de 3,49 milliards, et pour la Finlande de 2,67 milliards de dollars.
Pour les imports, la valeur de ceux-ci était de 1,36 milliard de dollars entre 2016 et 2019. Le secteur des transports représentait 23 % de ces imports, ceux de l'industrie chimique 19%. Les principaux pays exportant vers l'oblast étaient la Norvège, à 18 %, et la Finlande avec 9 %. Les imports sur cette période se répartissaient ainsi :
- transports : 22,8 % ;
- produits de l'industrie chimique : 19 % ;
- machines, équipements : 17,1 % ;
- métaux et produits issus de la métallurgie : 10,4 % ;
- nourriture, boissons, tabac : 7,8 %
- plastiques, caoutchouc : 6,5 %
- minéraux : 5,3 %
- autres : 11,1 %.

Le produit régional brut de l'oblast de Mourmansk s'élevait à 1 084 millions de roubles en 2021 selon les données officielles de Rosstat, alors qu'il était de 467 millions de roubles en 2016, soit une hausse de plus de 130 %. Selon le bureau régional de Rosstat, le principal secteur économique dans le produit régional brut est les industries manufacturières avec 364 millions de roubles, soit un tiers du PRB. L'exploitation minière occupe la deuxième place avec 130 millions de roubles, soit 12 % du total, tandis que l'agriculture, la foresterie, la chasse, la pêche et la pisciculture génère 124 millions de roubles, soit 11,5 % du total. Ces trois secteurs ont connus une croissance importante, avec un volume en millions de roubles généré de +320 millions de roubles pour le premier, de +62 millions de roubles pour le deuxième ainsi que de +74 millions de roubles pour le troisième.
Outre l'exploitation des ressources et leur transformation, l'administration publique, l'armée et la sécurité sociale génère 7,2 % du PIB en 2021, tandis que la construction génère 6,7 %. Le transport et le stocage représentent 5,5 % du tout, et les activités immobilières 4,9 %. Plusieurs secteurs sont sous la barre des 2 %, tels que l'hôtellerie et la restauration, les activités culturelles, sportives et de divertissements et les activités financières et d'assurance entre autres.
| Répartition | 2016 (milliers de roubles) | %    | 2021 (milliers de roubles) | %    |
| --- | -------------------------- | ---- | -------------------------- | ---- |
| Agriculture, foresterie, chasse, pêche et pisciculture                                                                                             | 49388,8                    | 10,6 | 124000,2                   | 11,5 |
| Exploitation minière | 67118,6                    | 14,5 | 129923,9                   | 12,0 |
| Industries manufacturières | 39731,2                    | 8,5  | 364652,2                   | 33,6 |
| Fourniture d'électricité, de gaz et de vapeur; climatisation                                                                                       | 23469,0                    | 5,0  | 18268,4                    | 1,7  |
| Approvisionnement en eau; évacuation de l'eau, organisation de la collecte et de l'élimination des déchets, activités de lutte contre la pollution | 4843,2                     | 1,0  | 5250,7                     | 0,5  |
| Construction | 28890,4                    | 6,2  | 72572,1                    | 6,7  |
| Commerce de gros et de détail; réparation de véhicules et de motos                                                                                 | 44320,0                    | 9,5  | 46206,6                    | 4,3  |
| Transport et stockage | 43397,4                    | 9,3  | 58734,3                    | 5,5  |
| Hôtellerie et restauration | 7605,5                     | 1,6  | 14069,9                    | 1,3  |
| Information et communications | 5537,2                     | 1,2  | 7962,5                     | 0,7  |
| Activités financières et d'assurance | 640,2                      | 0,1  | 1528,1                     | 0,1  |
| Activités immobilières | 28798,5                    | 6,2  | 53589,9                    | 4,9  |
| Activités professionnelles, scientifiques et techniques                                                                                            | 14690,2                    | 3,1  | 19783,3                    | 1,8  |
| Activités administratives et services complémentaires associés                                                                                     | 6975,3                     | 1,5  | 15566,8                    | 1,4  |
| Administration publique et armée ; sécurité sociale                                                                                                | 54681,5                    | 11,7 | 78209,9                    | 7,2  |
| Éducation | 13758,7                    | 2,9  | 22422,3                    | 2,1  |
| Services de santé et services sociaux | 26501,9                    | 5,7  | 40754,6                    | 3,8  |
| Activités culturelles, sportives, de loisirs et de divertissement                                                                                  | 3914,1                     | 0,8  | 6625,1                     | 0,6  |
| Prestation d'autres types de services | 2744,9                     | 0,6  | 3658,7                     | 0,3  |
| Total | 467 006.5                  | 100  | 1 083 779,4                | 100  |

## Emplois
En décembre 2023, selon les données officielles l'organisme territorial du Service fédéral des statistiques de l'oblast de Mourmansk, l'oblast recensait 257 100 emplois sur le territoire. Le principal secteur d'emplois est l'administration publique, l'armée et la sécurité sociale avec 35 380 emplois, soit 13,76 % du total. Le deuxième secteur est l'éducation avec 28 559 emplois (11,11 % du total) tandis que le troisième secteur est les services de santé et services sociaux, avec 25 956 emplois (10,1 %). Ces trois secteurs, dépendants du public, rassemblent à eux seuls plus du tiers des emplois de l'oblast.
Outre le public, l'exploitation des ressources se ressent dans la répartition des emplois. Les industries manufacturières rassemblent 23 213 emplois (9,03 %) tandis que le secteur du transport et du stockage emploient 22 529 personnes (8,76 %). L'exploitation minière représente elle 17 429 emplois (6,78 % du total). D'autres secteurs de l'économie sont presque inexistants dans l'oblast : cela est particulièrement le cas des activités financières et d'assurances, de l'information et des communications et des activités immobilières, les trois chacun sous la barre des 2 %.
| Répartition | Dec. 2023 | %     |
| --- | --------- | ----- |
| Agriculture, foresterie, chasse, pêche et pisciculture                                                                                             | 7566      | 2,94  |
| Exploitation minière | 17429     | 6,78  |
| Industries manufacturières | 23213     | 9,03  |
| Fourniture d'électricité, de gaz et de vapeur; climatisation                                                                                       | 15679     | 6,1   |
| Approvisionnement en eau; évacuation de l'eau, organisation de la collecte et de l'élimination des déchets, activités de lutte contre la pollution | 3786      | 1,47  |
| Construction | 20818     | 8,1   |
| Commerce de gros et de détail; réparation de véhicules et de motos                                                                                 | 17303     | 6,73  |
| Transport et stockage | 22529     | 8,76  |
| Hôtellerie et restauration | 5379      | 2,09  |
| Information et communications | 3706      | 1,44  |
| Activités financières et d'assurance | 2445      | 0,95  |
| Activités immobilières | 5650      | 2,2   |
| Activités professionnelles, scientifiques et techniques                                                                                            | 8238      | 3,2   |
| Activités administratives et services complémentaires associés                                                                                     | 7849      | 3,05  |
| Administration publique et armée ; sécurité sociale                                                                                                | 35380     | 13,76 |
| Éducation | 28559     | 11,11 |
| Services de santé et services sociaux | 25956     | 10,1  |
| Activités culturelles, sportives, de loisirs et de divertissement                                                                                  | 4479      | 1,74  |
| Prestation d'autres types de services | 1139      | 0,44  |
| Total | 257100    | 100   |

## Entreprises
Selon les données officielles de l'organisme territorial du Service fédéral des statistiques de l'oblast de Mourmansk, l'oblast recensait en 2018 17 187 entreprises, tandis qu'en 2024, il ne comptait plus que 13 680 entreprises, soit une baisse de −20,4 %. Au 1er janvier 2024, les secteurs avec le plus d'entreprises étaient en premier le commerce de gros et de détail et la réparation de véhicules avec 2 791 entreprises, soit 20,4 % du total, les activités immobilières avec 1 529 entreprises (11,18 % du total) ainsi que la construction avec 1 257 entreprises (9,19 %).
Parmi les autres secteurs économiques par nombres d'entreprises vient le transport et le stockage (1 124 entreprises, 8,22 % du total), les activités professionnelles, scientifiques et techniques avec 911 entreprises (6,66 %) ainsi que les industries manufacturières avec 736 entreprises (5,38 %). Plusieurs secteurs ont moins de 200 entreprises, comme l'exploitation minière, les activités financières et d'assurance ou la fourniture d'électricité et de gaz.
| Répartition | 2018   | %     | 2024   | %     |
| --- | ------ | ----- | ------ | ----- |
| Agriculture, foresterie, chasse, pêche et pisciculture                                                                                             | 510    | 2,97  | 420    | 3,07  |
| Exploitation minière | 46     | 0,27  | 54     | 0,39  |
| Industries manufacturières | 954    | 5,55  | 736    | 5,38  |
| Fourniture d'électricité, de gaz et de vapeur; climatisation                                                                                       | 127    | 0,74  | 109    | 0,8   |
| Approvisionnement en eau; évacuation de l'eau, organisation de la collecte et de l'élimination des déchets, activités de lutte contre la pollution | 163    | 0,95  | 119    | 0,87  |
| Construction | 1608   | 9,36  | 1257   | 9,19  |
| Commerce de gros et de détail; réparation de véhicules et de motos                                                                                 | 4558   | 26,52 | 2791   | 20,4  |
| Transport et stockage | 1242   | 7,23  | 1124   | 8,22  |
| Hôtellerie et restauration | 625    | 3,64  | 649    | 4,74  |
| Information et communications | 409    | 2,38  | 341    | 2,49  |
| Activités financières et d'assurance | 263    | 1,53  | 175    | 1,28  |
| Activités immobilières | 1734   | 10,09 | 1529   | 11,18 |
| Activités professionnelles, scientifiques et techniques                                                                                            | 1198   | 6,97  | 911    | 6,66  |
| Activités administratives et services complémentaires associés                                                                                     | 713    | 4,15  | 613    | 4,48  |
| Administration publique et armée ; sécurité sociale                                                                                                | 509    | 2,96  | 488    | 3,57  |
| Éducation | 729    | 4,24  | 693    | 5,07  |
| Services de santé et services sociaux | 333    | 1,94  | 336    | 2,46  |
| Activités culturelles, sportives, de loisirs et de divertissement                                                                                  | 377    | 2,19  | 426    | 3,11  |
| Prestation d'autres types de services | 1085   | 6,31  | 908    | 6,64  |
| Organismes extraterritoriaux | 2      | 0     | 1      | 0     |
| Total | 17 187 | 100   | 13 680 | 100   |

## Secteurs économiques

### Pêche

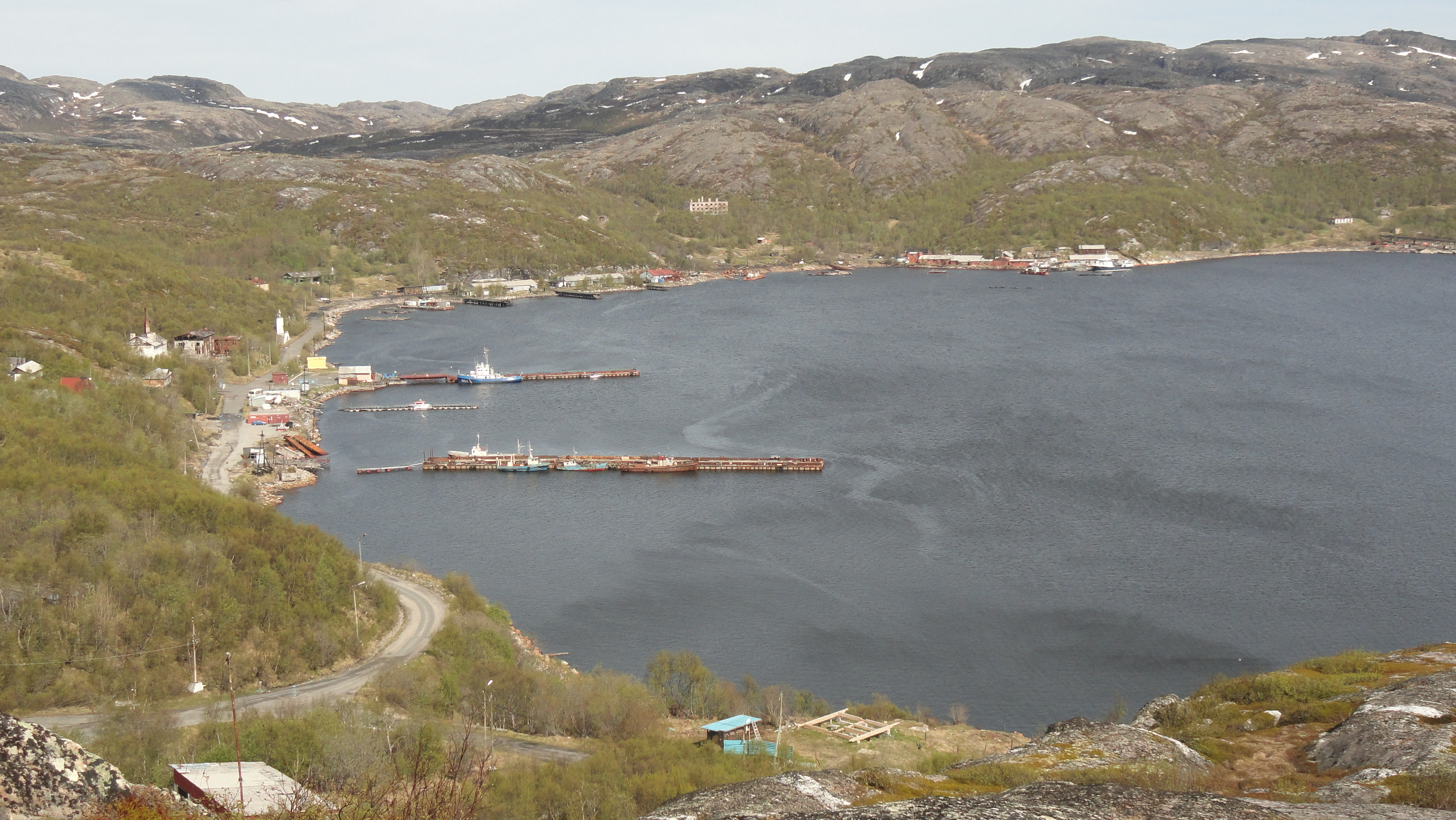
Port de Liinakhamari, raïon de Petchenga.

L'industrie de la pêche est l'un des secteurs traditionnels de l'économie mourmane, avec environ 10 % du PRB généré par la pêche. Le secteur repose sur une flotte de pêche d'environ 200 navires, auquel il faut ajouter toutes les installations portuaires, et les entreprises de transformation des produits pêchés. Il y a environ 170 entreprises dans le secteur de la pêche, de la pisciculture, dans la transformation et la conversation ; dont 100 directement impliqués dans la pêche. Chaque année, plus de 600 000 tonnes de ressources halieutiques sont pêchés, et la production annuelle de produits issus de la pêche dépasse les 500 000 tonnes (554 000 tonnes en 2010). Le principal client de l'oblast est le reste de la Russie, avec plus de 50 % de la production qui y est destiné, le reste étant exporté. L'oblast fournit 15 % des captures de pêche russes.
En plus de la zone économique exclusive russe, les bateaux peuvent pêcher grâce à des accords internationaux dans les ZEE d'autres pays, comme du Danemark, de la Norvège (et du Spitzberg). Les pêcheurs bénéficient de l'adhésion de la Russie à l'Organisation des pêches de l'Atlantique nord-ouest et à la Commission des pêches de l'Atlantique du Nord-Est (NEAFC),. La liste des espèces commerciales comprend l'aiglefin, le flétan, la morue, la plie, le poisson-chat, le saumon, le sébaste et d'autres. De nombreux mollusques et crustacés sont aussi pêchés, comme le crabe royal et le crabe des neiges,.
La plus grande entreprise de la région est la Mourmansk Trawl Fleet, qui possède à elle seule près de 70 navires et a une production naturelle d'environ 200 000 tonnes. Toutes les grandes entreprises de pêches siègent à Mourmansk, principal port halieutique de l'oblast, avec des entreprises comme la JSC Nord-West F.K. Ces entreprises transforment leurs pêches en de nombreux produits de poissons congelés, comme des filets de poissons, ou des poissons fumés. Le crabe des neiges fait partie de la cuisine traditionnelle de l'oblast. Le secteur de la pisciculture produit plus de 13 000 tonnes de poissons, avec des truites arc-en-ciel, des saumons atlantiques et des esturgeons sibériens, ces derniers permettant la production du caviar. Les fermes piscicoles se situent à la fois sur les littoraux des mer de Barents et Blanche, mais aussi dans les lacs de la région, dont le lac Imandra et le réservoir Verkhnetoulomskoïe,.

### Agriculture
Pour l'agriculture, elle a produit environ 2,7 milliards de roubles en 2010. Il y a 14 000 hectares de terres cultivées, avec environ 90 % de la superficie ensemencée dédiée aux cultures fourragères. Le reste de la production se concentre sur les pommes de terre (9,5 mille tonnes en 2010), sur les légumes (900 tonnes) et sur les fruits et baies (600 tonnes). Pour l'élevage, il y a en 2010 environ 60 000 têtes de rennes, 48 900 têtes de cochons, 7,8 mille têtes de gros bétail et 800 têtes de moutons et chèvres. Ils servent principalement à la production d'œufs (145 millions en 2010), à celle de lait (28 mille tonnes) et à celle de viandes (8 mille tonnes).
Il y a environ 20 entreprises d'élevages, dont 4 pour l'élevage de bovins de races. Les fermes « Toundra » et « Olenevod », les deux dans le raïon de Lovozero, concentrent 80 % de la population de rennes dans l'oblast. La porcherie de « Prigorodni » à Mourmansk contient elle plus de 80 % de la production issue des porcs. Enfin, les fermes avicoles de Mourmansk et de Poliarny produisent 90 % des œufs de l'oblast. Il y a aussi les usines Delikat et Melifaro pour la transformation de la viande, les deux à Mourmansk, deux laiteries, une à Severomorsk et une à Apatity, ainsi que d'autres entreprises.

### Industrie et secteur minier

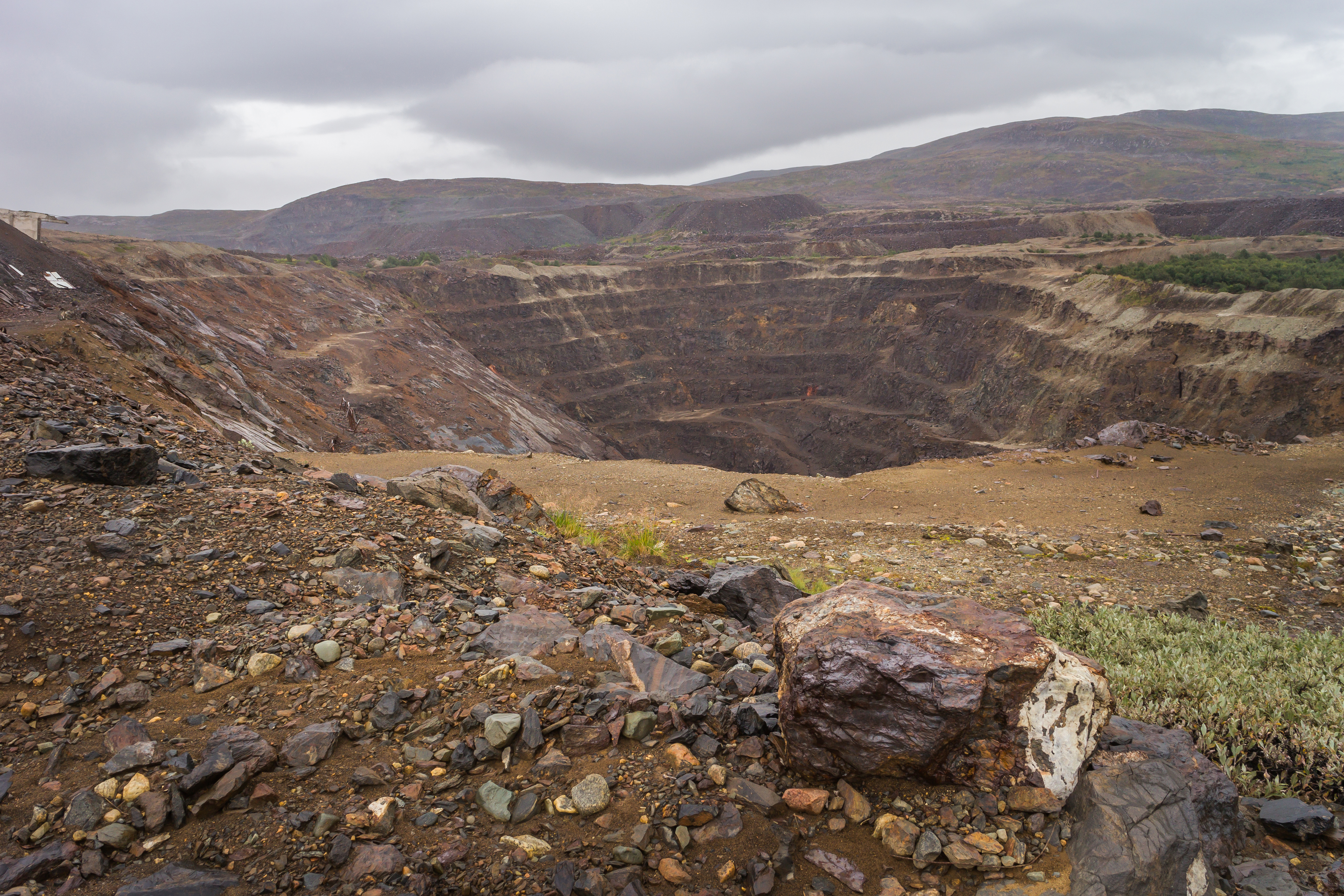
Mine de Kaoula-Kotselvaara

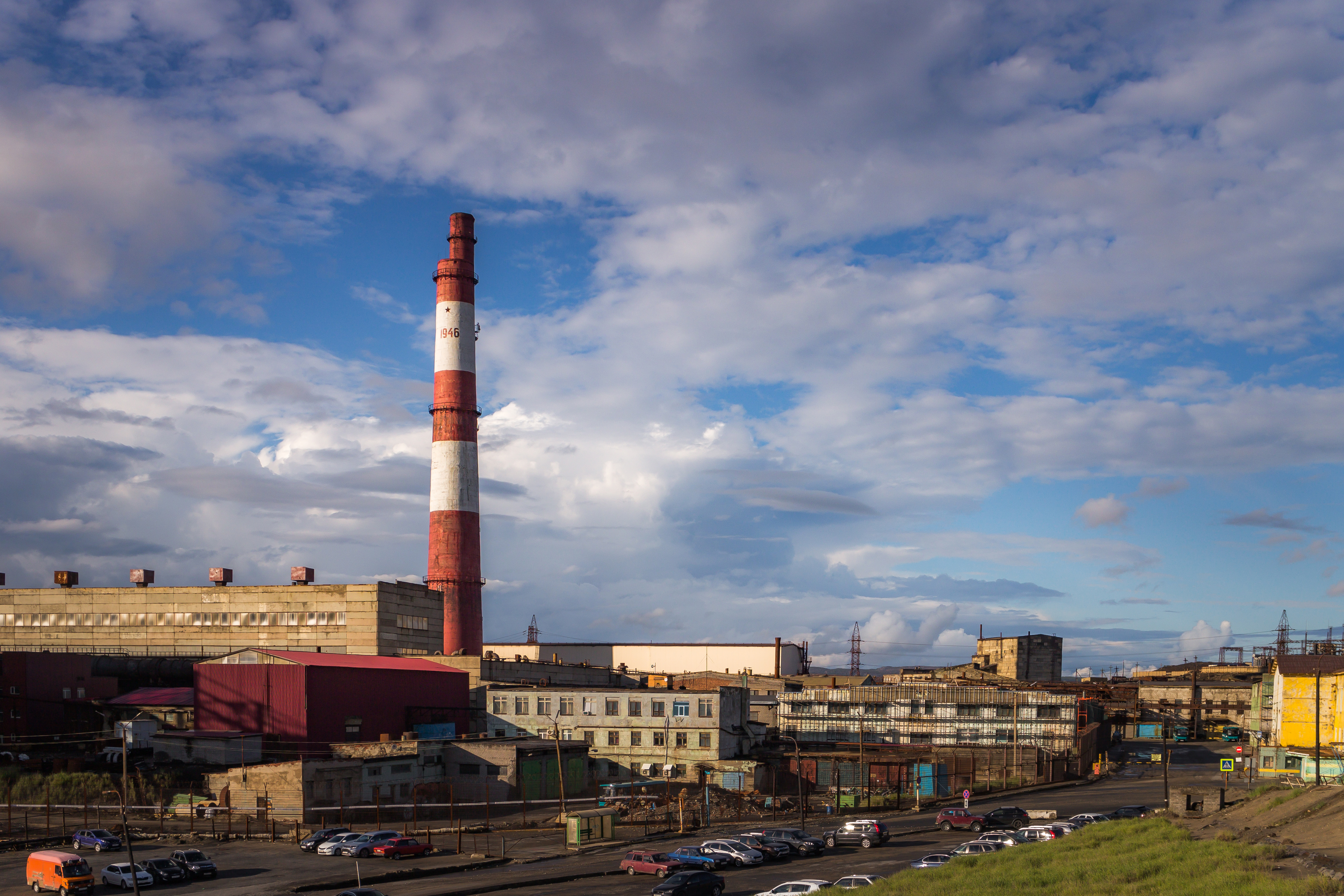
Complexe de Petchenganikel à Nikel.

Le secteur de l'industrie, comprenant le secteur minier, était en 2019 dans l'oblast de Mourmansk le 1er secteur économique, avec près de 110 milliards de roubles produits cette année là. Le territoire est l'une des grandes régions minières de Russie au même titre que le Kouzbass ou le kraï de Krasnoïarsk. Plus de 60 grands gisements sont exploités dans la région, extrayant environ 30 différents minéraux. L'oblast est le seul producteur de toute la Russie d'apatite et de baddeleyite, et il produit aussi 92 % des minerais de néphéline de Russie. 10 % de la production de minerais de fer vient du territoire, tout comme 7 % du cuivre de Russie. L'oblast est aussi un important producteur en Russie de nickel, de terres rares, ainsi que d'amazonite, grenat, lorenzenite, mica, phlogopite, titane, vermiculite, et d'autres minerais.
Plus de la moitié de la production industrielle de l'oblast vient des sociétés d'extraction et de traitement de minéraux. Cette industrie a créé ou a permis le développement de nombreuses villes, villes devenant des combinats, centrées autour d'une seule industrie. Après la chute de l'URSS, ces entreprises d'État sont devenues privées, et ont continué leur développement. À Apatity et Kirovsk se trouve l'entreprise Apatit (en), une filiale de PhosAgro. Dans la région du Petsamo (Zapoliarny, Nikel) et à Montchegorsk se trouve la Compagnie minière et métallurgique de Kola, une filiale de Norilsk Nikel, qui est la plus grande entreprise de l'oblast avec un bénéfice net de 190 806 300 roubles en 2022. Elle détient les usines de Petchenganikel (Nikel et Zapoliarny) et de Severonikel à Montchegork. Sinon, il y a la JSC Olkon (ru) à Olenegorsk, entreprise détenue par Severstal; la JSC Kovdor (ru) détenu par EuroChem et Kovdormica (ru) à Kovdor ; la Lovozerski GOK LLC à Lovozero; la JSC Tchalmozero à Enski et la OJSC Mouskovit à Rikolatva,.
La matière première la plus exploitée est le minerai de fer, représentée par 19 gisements. Les réserves totales sont d'environ 3376 Mt de minerai, avec 28 millions de tonnes extraites en 2019. La JSC Olkon, avec les gisements d'Olenegorsk, de Kirovsk et de Komsomol (et d'autres) a extrait cette année là 13 millions de tonnes de minerais, soit près de la moitié. Après traitement, les minerais de fer sont surtout envoyés vers des usines métallurgiques, comme à celle de Tcherepovets dans l'oblast de Vologda, qui a acheté près de 4 millions de tonnes de minerais de l'oblast. La JSC Kovdor, avec sa mine à ciel ouverte profonde de 660 mètres, a une capacité de production de 10 millions de tonnes de minerais brut par an.
Le gisement de Kovdor extrait aussi de l'apatite et de la magnétite (12,8 millions de tonnes par an). L'entreprise Apatit extrait de l'apatite et de la néphéline dans plusieurs mines des Khibiny, dont celles d'Apatity, de Koukisvoumtchorr, de Rasvoumtchorr et d'autres. Les mines de cette entreprise ont produit 441 000 tonnes de magnétite et de titane en 2019.

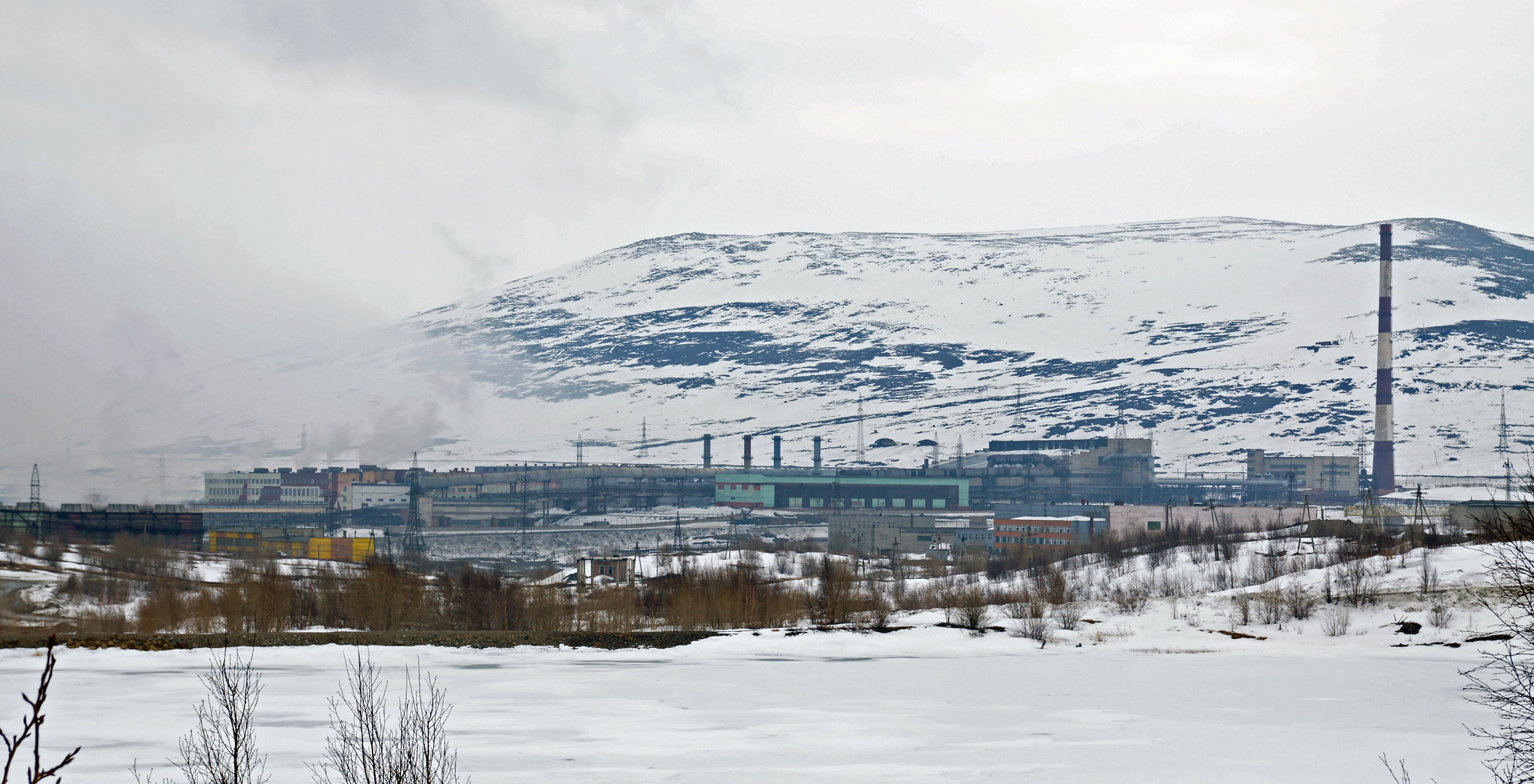
Usine de Severonikel à Montchegorsk.

Dans l'oblast, il y a près de 730 000 tonnes de réserves de titane. Les principales réserves sont aux gisements de Lovozero, de Youkspor, de Koukisvoumtchorr, de Rasvoumtchorr, de Partomtchorr, du cirque d'Apatit, de Koachvin et de Niorkpakhk. 100 % de la production de titane de Russie vient de l'oblast.
Il y a aussi du vanadium (environ 600 000 tonnes), et 19 gisements de cuivre d'environ 2,5 millions de tonnes. Le cuivre vient principalement de Lovozero, de Montchegorsk, de Kola et surtout de la région du Petsamo. D'autres gisements devraient bientôt être exploités dans cette dernière région.
Les réserves de néphélines des Khibiny représentent 80 % des réserves russes, avec 12 gisements, dont 8 exploités. Les réserves sont estimées à près de 3 millions de tonnes, et environ 34 000 tonnes ont été extraites en 2019.
Le zirconium est exploité au grand gisement de Kovdor, qui contient 17,84 % des réserves nationales russes. En 2019, 18 000 tonnes de ce minerai ont été extraites. De plus, on trouve 10 des 12 gisements de strontium de Russie dans l'oblast, concentrant 99 % des réserves russes avec environ 38 millions de tonnes, dont 400 000 tonnes extraites en 2019. Le gisement de Partomtchorr à Kirovsk regroupe lui seul 15 % des réserves russes. On trouve de la loparite, avec le gisement de Lovozero et de Koukisvoumtchorr, et du césium. De surcroît, l'oblast possède 71,8 % des réserves explorées de gallium et 56,9 % des réserves d'oxyde de rubidium.
L'or dans l'oblast est exploité quasi exclusivement dans le gisements du Montchetoundra (à côté de Montchegorsk), avec au 1er janvier 2020 40 254 kg dans les réserves de l'oblast. Au cours de l'année 2019, 66 kg d'or ont été extraits. L'argent, dont les réserves sont estimées à environ 1000 tonnes, est un peu exploité, avec 6,4 tonnes extraites en 2019. Il y a des platinoïdes, trouvés dans 15 gisements avec environ 600 000 tonnes de réserves. Le fluor se trouve dans 10 gisements, avec 83 % des réserves russes, soit environ 30 millions de tonnes. Pour le soufre, il y a 9 gisements, contenant plus de 10 millions de tonnes de soufre.
La modernisation des usines d'extraction et de traitement est une priorité pour la région, ainsi que la construction de nouvelles et l'ouverture de nouvelles mines est de haute importance pour la région. Parmi les nouvelles mines, du titane et du vanadium devraient être exploités prochainement dans la région. L'effet économique prévu pour l'oblast est une augmentation du PRB de 13,1 % par rapport au niveau de 2009, soit 29 milliards de roubles supplémentaires.

### Énergie

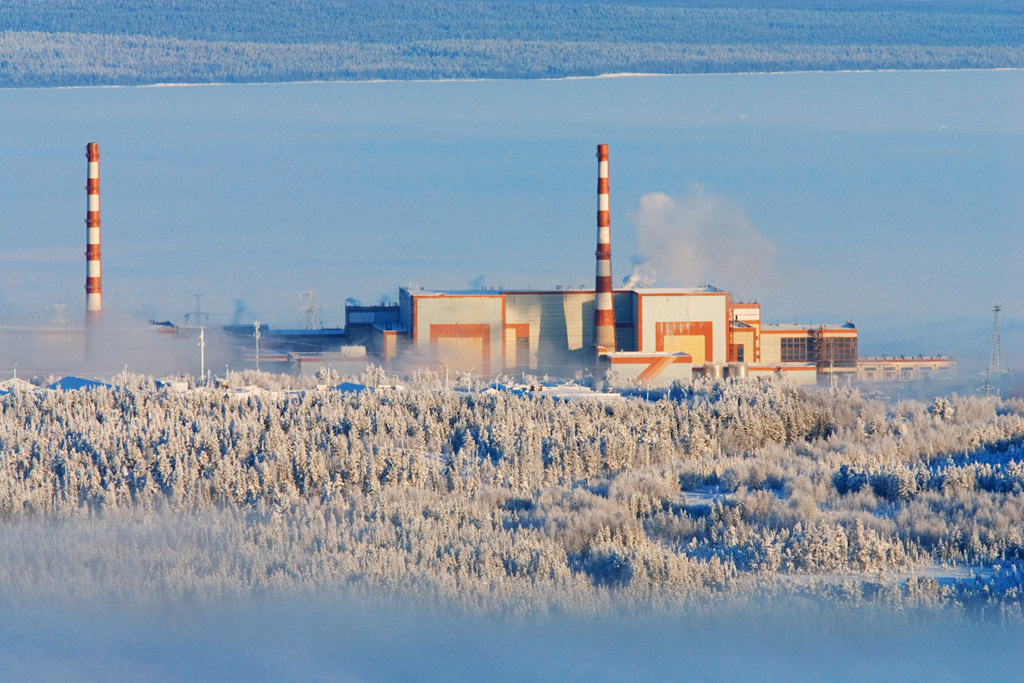
Centrale nucléaire de Kola, raïon de Kandalakcha.

Le secteur énergétique de l'oblast de Mourmansk, bien que ne représentant que 3,3 % de l'économie régionale, est un secteur en pleine croissance avec le début de l'exploitation du pétrole et du gaz naturel en Arctique, rendu possible par la fonte des glaces. Début 2021, l'oblast disposait de 21 centrales électriques, avec une capacité totale de 3532,6 MW, avec parmi elles la centrale nucléaire de Kola, la plus septentrionale du monde. Il y avait aussi dans ses 21 centrales, dont 16 centrales hydroélectriques, trois centrales thermiques et une usine marémotrice (celle de la baie Kislaïa). En 2020, toutes les centrales de l'oblast, ainsi que la centrale hydroélectrique de Kouma, située en Carélie mais dépendant du système énergétique de l'oblast, ont produit 16 493 millions de kWh d'électricité,.
La centrale nucléaire de Kola, situé à Poliarnye Zori, a une puissance nominale de 1 760 MW, soit environ 50 % de la capacité totale de l'oblast, avec ses 4 réacteurs. Le reste de la production est couvert principalement par les centrales hydroélectriques, qui ont une puissance totale de 1600 MW. Elles se situent sur le Touloma (barrage du Bas-Touloma ; barrage de Verkhnetoulomski), sur la Niva (barrages de la Niva I, II et III), sur le Kovda (Kniajegoubskaïa, Iovskaïa), sur le Pasvik (Borissoglebskaïa, Khevoskoski, Rajakoski, Janiskoski et Kaitakoski), sur la Voronia (Serebrianskaïa I et II) et sur le Teriberka (Haut-Teriberka, Bas-Teriberka). Il y a deux centrales thermiques, une à Apatity et une autre à Mourmansk. Enfin, dans un fjord du raïon de Kola se trouve la centrale marémotrice de la baie Kislaïa, d'une puissance de seulement 1,7 MW,,.

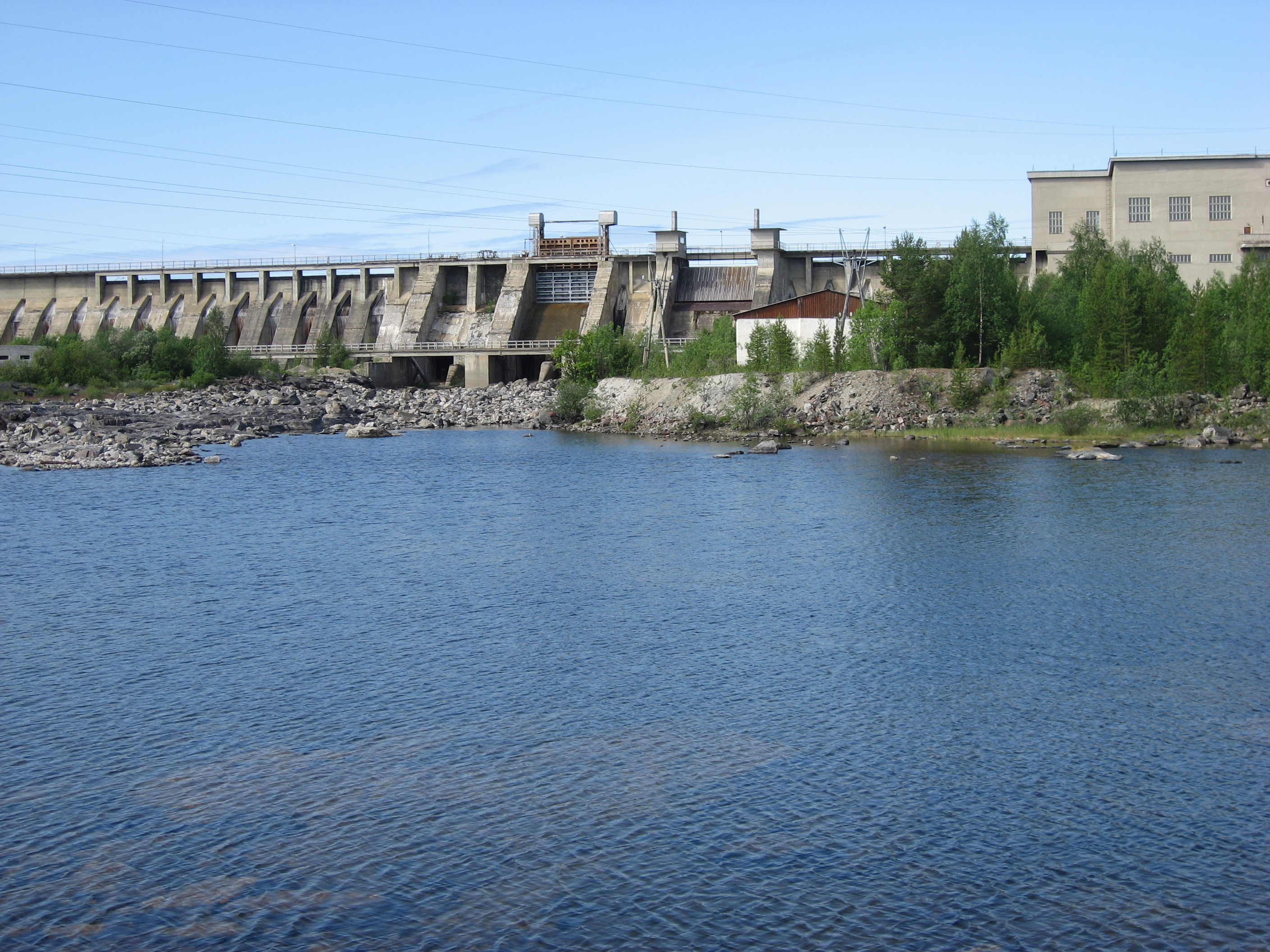
Barrage Ianiskoski.

Le secteur industriel est le principal consommateur d'électricité, à hauteur de 73 %, alors que la population ne consomme que 8 % de la production électrique. En particulier, la Société minière et métallurgique de Kola (Regroupement des usines de Petchenganikel et de Severonikel) a consommé en 2020 2 439 millions de kWh ; l'entreprise Apatit (en) en a consommé 1 676 millions, et l'usine d'aluminium de Kandalakcha (ru) a consommé 1 221 millions de kWh. De plus, un peu moins d'un quart de l'énergie produite de la région est exportée vers le reste de la Russie, vers la Finlande ou la Norvège.
Le gisement de Chtokman devrait augmenter les revenus liés à l'énergie dans l'oblast. Découvert en 1988, un consortium entre Gazpom, TotalEnergies et Equinor est sélectionné pour l'exploiter au début des années 2010. Il se situe à 555 km de la côte, en plein dans l'océan Arctique, à 350 m de fond, et couvre une surface de 1 400 km2. ses réserves sont estimées à 3 200 Gm3 - soit environ 2 % des réserves mondiales de gaz conventionnel et plus de deux fois les réserves du Canada, pourtant troisième pays producteur. Mais en 2019, l'exploitation est suspendue, puis le consortium est dissous. Gazprom envisage désormais de relancer l'exploitation pour 2035. Si le projet est mis en œuvre, le produit régional brut augmenterait de 36,5 % (11,1 milliards de roubles 2017). Le projet contient la création d'usines de production de GNL, d'huile et de méthanol, ainsi que d'un pipeline à trois conduites. Au total, 100 milliards de TEP seraient dans l'Arctique, ce qui pourrait enrichir fortement l'oblast.
La région souhaite se tourner vers le renouvelable, en remplaçant ses centrales thermiques par des éoliennes, barrages et usines marémotrices, mais aussi par l'utilisation de matières organiques. L'oblast projette de construire de nouvelles lignes électriques, dont une de Vykhodnoï au sud de Mourmansk jusqu'à Montchegorsk, d'un voltage de 330 kV. La construction de nouvelles lignes électriques doit permettre le développement de nouveaux projets énergivores, comme le futur hub de transport de Mourmansk.

### Tourisme
Le tourisme reste une activité encore peu développée dans l'oblast, comparé aux autres régions et pays aux mêmes latitudes (notamment la Norvège, l'Alaska et l'Islande), le territoire souffrant de son manque de développement pendant l'ère soviétique. Mais la région rattrape son retard, surtout depuis la crise des subprimes lorsque de nombreuses entreprises de la région ont cherché à se diversifier. La région subit des conditions climatiques importantes, mais qui lui donnent un potentiel touristique important. Des grandes villes, en passant par les villes moyennes jusqu'aux localités des Samis, peuple autochtone à la région, le tourisme se développe. Les principaux types de tourisme sont l'écotourisme à 40 %, le tourisme d'affaires à 28 %, et le tourisme culturel à 17 %. L'activité hôtelière et de restauration représentait en 2019 1,5 % de l'économie de l'oblast.
En 2018, selon le ministère du Développement économique de l'oblast de Mourmansk, plus de 400 000 touristes ont visité la région, contre environ 200 000 en 2011. Parmi ces touristes en 2018, il y avait environ 36 100 touristes internationaux, soit un peu moins de 10 % du total, alors qu'il n'y en avait qu'environ 10 000 en 2019. Ces touristes étrangers venaient à 20 % d'Europe du Nord, à 45 % d'Europe de l'Est, à 12 % d'Europe centrale, et à 23 % d'autres régions du monde, principalement d'Asie. Les touristes russes restent la première clientèle de l'oblast, et de très loin. Les touristes, qu'ils viennent de Russie ou d'ailleurs, sont restreints par le FSB avec zone frontalière de la Russie. En conséquence, les agences touristiques ne peuvent pas faire visiter ces lieux, malgré des potentiels touristiques importants.

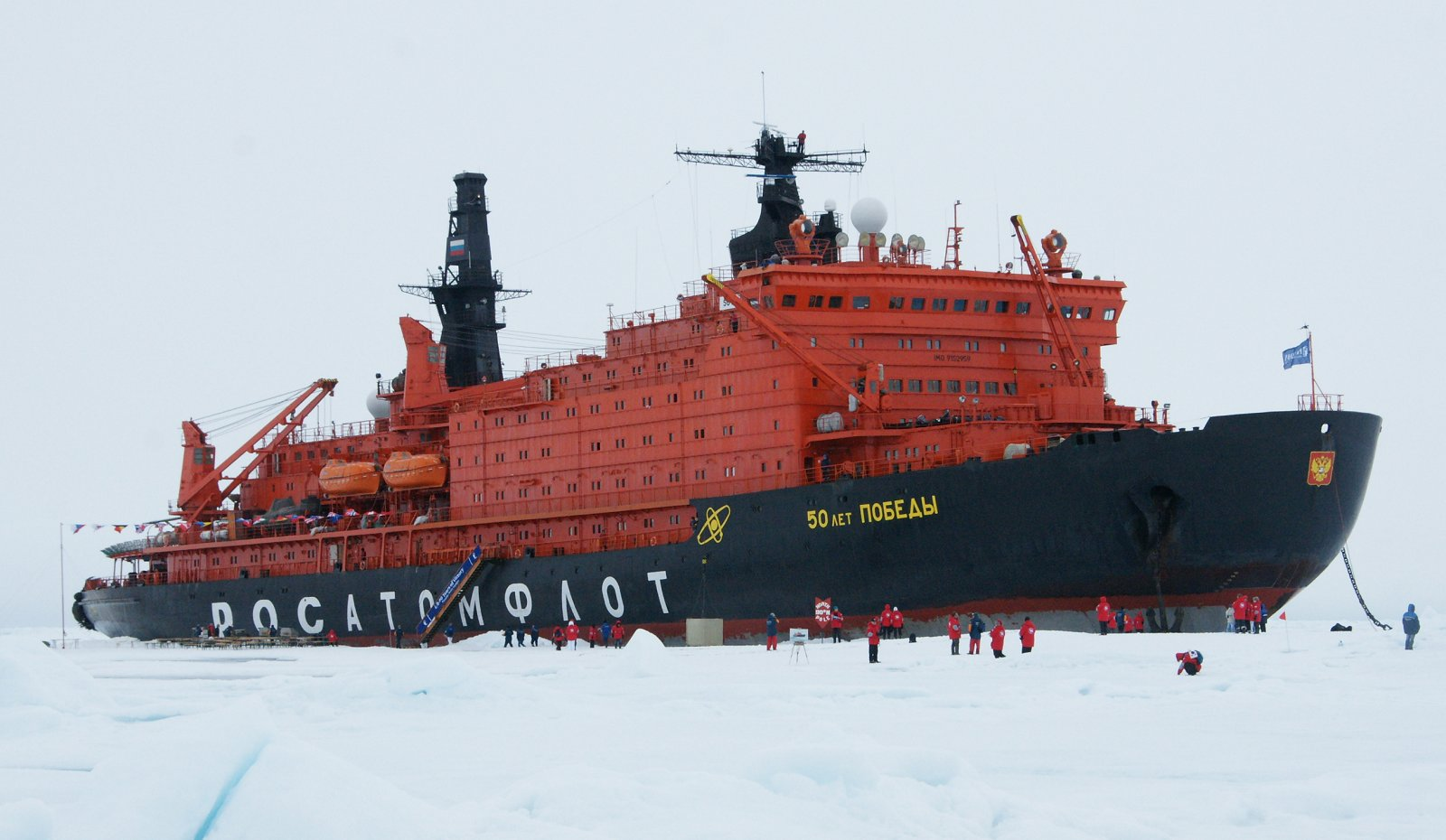
50 Let Pobedy

Avec la fonte des glaces, le tourisme en Arctique augmente de plus en plus, et Mourmansk bénéficie de cette tendance. Le 50 Let Pobedy, brise-glace lancé en 2007, qui était alors le plus puissant de son genre, possède 64 cabines doubles pour les touristes voulant visiter l'Arctique. Parmi les futures destinations, l'archipel reculé de François-Joseph devrait devenir un nouveau lieu d'escales pour ces navires.
Les saisons déterminent souvent les activités touristiques pratiquées dans l'oblast. En été, la plongée, le rafting, la pêche, mais aussi le vélo, les excursions (en 4x4 ou à pied), y compris dans les zones protégées sont les plus répandues, tout comme en automne. L'été reste cependant la seule saison de l'année pour les croisières, que ce soit vers des îles proches ou hors de l'oblast (Spitzberg, Terre François-Joseph) mais aussi vers le pôle Nord. Avec les premières chutes de neige à la fin de l'automne, la saison du ski et autres sports d'hiver commence, tout comme les excursions en montagne en motoneige. L'hiver est aussi la saison la plus prisée pour observer les aurores boréales, et le ski finit lui début mai en plein printemps.